# Lego DC Comics Super Heroes : La Ligue des justiciers contre la Ligue des Bizarro
Pour plus de détails, voir Fiche technique et Distribution.
Lego DC Comics Super Heroes : La Ligue des justiciers contre la Ligue des Bizarro ou Lego DC Comics Super Heroes : La Ligue des justiciers vs la Ligue Bizarro (Lego DC Comics Super Heroes: Justice League vs. Bizarro League) est un vidéofilm d'animation de Burton Vietti.
Troisième film basé sur les licences Lego et DC Comics après Lego Batman, le film : Unité des super héros (2013) et Lego DC Comics: Batman Be-Leaguered (2014), il est sorti en Blu-ray et en DVD le 10 février 2015 et le 11 février 2015 pour la région 2.

## Synopsis
Bizarro, le clone de Superman, est devenu un problème gênant. Le chaos et la destruction le suivent partout où il va. En effet, il entend toujours le contraire de ce qu'il dit, il dit le contraire de ce qu'il pense, et il fait le contraire de ce qui est juste. Alors que les citoyens de Metropolis confondent toujours Bizarro et Superman, celui-ci décide qu'il est temps de trouver un nouvel endroit pour accueillir Bizarro... sur une autre planète ! Il revient ensuite à la Ligue des Justiciers de s'allier avec leurs clones (Bizarro League (en)), créés par Bizarro, afin de s'opposer à Darkseid et sauver la galaxie.

## Fiche technique
- Titre : Lego DC Comics Super Heroes : La Ligue des justiciers contre la Ligue des Bizarro
- Titre original : Lego DC Comics Super Heroes: Justice League vs. Bizarro League
- Réalisation : Brandon Vietti
- Scénario : Michael Jelenic
- Musique : Tim Kelly
- Montage : Craig Paulsen
- Production : Brandon Vietti
- Société de production : SN Studios et Warner Bros. Animation
- Pays :  États-Unis
- Genre : Animation, action, comédie et science-fiction
- Durée : 49 minutes
- Dates de sortie : 
  -  États-Unis : 10 février 2015
  -  France : 11 février 2015

## Distribution

### Voix originales
- Nolan North : Superman, Bizarro
- Troy Baker : Bruce Wayne/Batman[2] / Batzarro[réf. nécessaire]
- Diedrich Bader : Green Lantern, Greenzarro
- Khary Payton : Cyborg, Cyzarro
- James Arnold Taylor : Flash[3], Desaad (en)[réf. nécessaire]
- Kari Wahlgren : Wonder Woman, Bizarra (en)
- Tony Todd : Darkseid
- John DiMaggio : Lex Luthor, Deathstroke
- Tom Kenny : Le Pingouin, Plastic Man
- Phil Morris : Green Arrow, Hawkman
- Kevin Michael Richardson : Captain Cold, Gorilla Grodd
- April Winchell : Giganta[4]

## Production
Certains acteurs ayant déjà travaillé avec DC Comics reprennent ici leur rôle respectif. Parmi eux, Nolan North qui interprète Superman, Khary Payton qui interprète Cyborg, Diedrich Bader qui interprète Green Lantern (Guy Gardner), et Tom Kenny qui interprète le Pingouin et Plastic Man.